# Frank Donner
Frank Donner ist ein US-amerikanischer Manager in der Filmbranche, Filmproduzent und Dokumentarfilmer. Er wurde für Erlöse uns von dem Bösen 2007 in der Kategorie Bester Dokumentarfilm für den Oscar nominiert. Der Film beschäftigt sich mit sexuellem Missbrauch in der katholischen Kirche.

## Laufbahn
Frank Donner studierte Wirtschaftskommunikation sowie Fernsehen und Radio an der California State University Northridge. Er erreichte einen Bachelor-Abschluss in beiden Fächern.
Donner war Leiter des Kundenservice bei der Four Media Company und Vizepräsident für Marketing und neue Märkte bei Ascent Media. Es folgte eine Tätigkeit als Präsident bei Advanced Digital Service (ADS), einem auf die Postproduktion bei Filmen spezialisierten Unternehmen. Anschließend war Frank Donner bei Elektrofilm Digital Studios Präsident. Das auf digitale Dienstleistungen für die Filmbranche spezialisierte Unternehmen wurde von Donner innerhalb von drei Jahren zu einem Unternehmen mit einem Umsatz von $10 Millionen aufgebaut. Schließlich gründete er FDE Inc. und BLKBX Creative Group.
Als Filmproduzent produziert Donner zunächst den 2005 erschienenen Thriller Between, der auf dem Sundance Film Festival für den Großen Preis der Jury nominiert wurde. Es folgte ein weiterer Thriller, Distortion von 2006. und der Dokumentarfilm Erlöse uns von dem Bösen im gleichen Jahr. Die Dokumentation wurde mit mehreren Auszeichnungen bedacht. Unter anderem wurde Frank Donner zusammen mit Amy Berg für den Oscar 2007 für den Besten Dokumentarfilm nominiert. Der Oscar ging dann allerdings an Eine unbequeme Wahrheit. Hiernach produzierte Donner noch den Thriller Broken Idyll, der in Österreich gedreht wurde. Es folgte 2012 die Komödie Melvin Smarty.